# (702) Alauda
(702) Alauda – planetoida z pasa głównego asteroid.

## Odkrycie
Została odkryta 16 lipca 1910 roku w Landessternwarte Heidelberg-Königstuhl w Heidelbergu przez Josepha Helffricha. Nazwa planetoidy wywodzi się od łacińskiego słowa Alaudidae, w języku polskim oznaczającego w ornitologii rodzinę skowronków. Przed jej nadaniem planetoida nosiła oznaczenie tymczasowe (702) 1910 KQ.
(702) Alauda okrąża Słońce w ciągu 5 lat i 260 dni w średniej odległości 3,19 au.

## Księżyc planetoidy
2 sierpnia 2007 doniesiono o istnieniu naturalnego satelity tej asteroidy. Jego tymczasowe oznaczenie to S/2007 (702) 1. Średnica księżyca wynosi około 6 km, krąży on w odległości około 900 km od planetoidy macierzystej w czasie około trzech dni.